# Chrostosoma decisa
Chrostosoma decisa är en fjärilsart som beskrevs av Walker 1864. Chrostosoma decisa ingår i släktet Chrostosoma och familjen björnspinnare. Inga underarter finns listade i Catalogue of Life.